# Fenicol
Los fenicoles son antibióticos bacteriostáticos, de amplio espectro y tienen acción bactericida para Haemophilus influenzae, Neisseria meningitidis y algunas cepas de Streptococcus pneumoniae. Deben considerarse como fármacos de reserva, dada su potencial toxicidad sobre la médula ósea.

## Historia
En 1947 se aisló por primera vez el cloranfenicol derivado del Streptomyces venezuelae. Este contiene una porción nitrobenceno y es un derivado del ácido dicloroacético.

## Mecanismo de acción
Ejerce sus efectos mediante la unión irreversible a la subunidad ribosomal 50s. Puede inhibir la síntesis proteica de las mitocondrias en las células de mamíferos. Se administra por vía oral. La principal vía de eliminación del cloranfenicol es el metabolismo hepático (90%).

## Clasificación
- Cloranfenicol
- Tianfenicol
- Florfenicol

## Mecanismo de resistencia
La resistencia natural suele deberse a la incapacidad del cloranfenicol para penetrar en la bacteria. La resistencia adquirida se debe a la acción de plásmidos que median la síntesis de una enzima inactivante o producen cambios de la permeabilidad.

## Efectos colaterales
- Síndrome del niño gris.
- El cloranfenicol produce dos tipos de daño a la médula ósea:
  - Una reacción inmediata que depende de la dosis, y causa depresión reversible en la formación de eritrocitos, plaquetas y granulocitos.
  - Una reacción de tipo hipersensibilidad tardía, que es menos frecuente, sin embargo el daño de pancitopenia (anemia aplásica) es irreversible y se asocia con una elevada mortalidad.

- Datos: Q3088681
- Multimedia: Amphenicol antibiotics / Q3088681